# Mildred von Minster

Mildred von Minster

Mildred von Minster (auch: Mildreda, Mildrith oder Mildryth; † 13. Juli 734) ist eine englische katholische Heilige.

## Biografie
Das Geburtsdatum von Mildred von Minster ist nicht bekannt. Sie wurde als Tochter von König Merowald von Magonset und Prinzessin Ermenburga von Kent in der zweiten Hälfte des 7. Jahrhunderts geboren. Ihre Eltern sind die Gründer des Klosters Minster in Thanet auf der Insel Thanet in Kent. Mildred wurde in der Abtei Chelles erzogen und anschließend Nonne in Minster. Dort war ihre Mutter bereits Äbtissin. Ab dem Jahr 695 übernahm Mildred ihr Amt. Ermenburga wurde unter dem Namen St. Aebbe ebenfalls als Heilige verehrt.
Mildred von Minster starb am 13. Juli 734. Ihre Reliquien wurden fast 300 Jahre lang im Kloster aufbewahrt. Als Kloster Minster im Jahr 1011 durch die Dänen erobert wurde, brachte man die Reliquien nach Canterbury. Während der Reformation wurden sie zerstört.

## Gedenktag
- Der 13. Juli ist der römisch-katholische Gedenktag von Mildred von Minster.
- Der 1. März ist der alt-katholische Gedenktag von Mildred von Kent.